# Meet the Woo 2
Meet the Woo 2 (a volte Meet the Woo, Vol. 2) è il secondo mixtape del rapper statunitense Pop Smoke, pubblicato il 7 febbraio 2020 dalla Republic Records, nonché l'ultimo reso disponibile prima della morte dello stesso interprete. Sono presenti degli ospiti come Quavo, A Boogie wit da Hoodie, Fivio Foreign e Lil Tjay, mentre nell'edizione deluxe, pubblicata cinque giorni dopo, sono presenti le voci di Nav, Gunna, e PnB Rock.

## Accoglienza
Seguito subito dall'uscita di una edizione deluxe in data 11 febbraio l'aggregatore di critiche professionali Metacritic ha assegnato al mixtape un voto pari a 75 punti su 100. Secondo Pitchfork, il progetto ha mantenuto invariata la qualità dimostrata in Meet the Woo.

## Tracce
Crediti adattati da Apple Music.
1. Invincible – 2:07 (testo: Bashar Jackson, Yosief Tafari – musica: Yoz Beatz)
2. Shake the Room (feat. Quavo) – 2:45 (testo: Jackson, Quavious Marshall, Andre Loblack – musica: 808 Melo)
3. Get Back – 1:48 (testo: Jackson, Tafari – musica: Yoz Beatz, Juju on da Beat)
4. Christopher Walking – 3:10 (testo: Jackson, Alex Petit, Ebony Oshunrinde, Dylan Clearly-Krell – musica: CashMoneyAP, WondaGurl, Dez Wright)
5. Foreigner (feat. A Boogie wit da Hoodie) – 2:41 (testo: Jackson, Artist Dubose, Loblack – musica: 808 Melo)
6. Sweetheart (feat. Fivio Foreign) – 2:36 (testo: Jackson, Maxie Ryles III, Ricardo Lamarre, Alyamani Ouadah – musica: Rico Beats, Yamaica, Juij, Falconi)
7. Element – 2:15 (testo: Jackson, Tafari – musica: Yoz Beatz)
8. Armed n Dangerous – 2:26 (testo: Jackson, Loblack, Lamarre – musica: 808 Melo, Rico Beats)
9. Mannequin (feat. Lil Tjay) – 2:40 (testo: Jackson, Tione Merritt, Loblack, Julius Babatunde – musica: 808 Melo, CZR Beats)
10. Dreaming – 2:54 (testo: Jackson, Loblack, Oshuhrinde – musica: 808Melo, WondaGurl)
11. She Got a Thing – 2:05 (testo: Jackson, Manalla Yusuf – musica: Axl)
12. Dior (Bonus) – 3:36 (testo: Jackson, Loblack – musica: 808 Melo)
13. War (feat. Lil Tjay) – 3:41 (testo: Jackson, Merritt, Loblack, Ellis Newton – musica: 808 Melo, Swirving)

Tracce bonus comprese nell'edizione deluxe
1. Wolves (feat. Nav) – 3:15 (testo: Jackson, Navraj Goraya, Newton – musica: Swirving)
2. Dior (Remix) (feat. Gunna) – 3:50 (testo: Jackson, Sergio Kitchens, Loblack – musica: 808 Melo)
3. Like Me (feat. PnB Rock) – 3:11 (testo: Jackson, Rakim Allen, Othello Kwaidah, Jake Burdike, Daniel Villalba, Caleb Ely – musica: Othello Beats)

## Successo commerciale
Meet the Woo 2 ha debuttato al settimo posto nella classifica settimanale Billboard 200, oltre al secondo posto registrato nella Top R&B/Hip-Hop Albums, segnando sia negli Stati Uniti sia all'estero i migliori piazzamenti in carriera di Pop Smoke.

## Classifiche

### Classifiche settimanali
| Classifica (2020-21) | Posizione massima |
| -------------------- | ----------------- |
| Australia            | 24                |
| Austria              | 51                |
| Belgio (Fiandre)     | 21                |
| Belgio (Vallonia)    | 45                |
| Canada               | 8                 |
| Danimarca            | 18                |
| Finlandia            | 7                 |
| Francia              | 51                |
| Germania             | 94                |
| Irlanda              | 29                |
| Islanda              | 5                 |
| Lituania             | 39                |
| Norvegia             | 13                |
| Paesi Bassi          | 14                |
| Regno Unito          | 16                |
| Stati Uniti          | 7                 |
| Svezia               | 19                |
| Svizzera             | 30                |

### Classifiche di fine anno
| Classifica (2020) | Posizione |
| ----------------- | --------- |
| Belgio (Fiandre)  | 55        |
| Belgio (Vallonia) | 183       |
| Canada            | 36        |
| Danimarca         | 42        |
| Francia           | 182       |
| Islanda           | 11        |
| Norvegia          | 30        |
| Paesi Bassi       | 34        |
| Regno Unito       | 68        |
| Stati Uniti       | 49        |
| Svezia            | 56        |
| Classifica (2021) | Posizione |
| Belgio (Fiandre)  | 109       |
| Canada            | 43        |
| Danimarca         | 49        |
| Islanda           | 14        |
| Paesi Bassi       | 69        |
| Stati Uniti       | 101       |
| Svezia            | 73        |
| Classifica (2022) | Posizione |
| Danimarca         | 95        |
| Islanda           | 59        |